# Peligro inminente (Agatha Christie)
Peligro inminente, cuyo título original en inglés es Peril at End House, es un libro de la escritora británica Agatha Christie publicado en 1932.

## Argumento
Hércules Poirot y su fiel amigo Hastings van a pasar una temporada en el Hotel Majestic, en la localidad de St. Loo, en la costa de Cornualles. Allí conocen a una bella joven, Nick Buckley, dueña de la antigua casa llamada End House, quien ha sufrido una serie de supuestos accidentes que han puesto en peligro su vida. Poirot decide ayudar a desentrañar el misterio.

## Adaptaciones
La novela ha sido adaptada el teatro, en 1940, y a la televisión, en 1990, para un episodio de la serie Agatha Christie's Poirot, el primero de la segunda temporada.